# Parc de Séroule
Le parc de Séroule (Heusy, en Belgique) est un vaste domaine public de 10 hectares, classé en zone d’intérêt naturel. 
Il est situé à deux pas de l'autoroute E42, à quelques minutes à peine du centre de Verviers et appartient aujourd'hui à la Région wallonne, il possède un long héritage historique. En voiture, on peut y accéder directement via la sortie d'autoroute no 6 (Heusy).

## Historique
Au XVIIIe siècle, la bâtisse principale de ce qui allait devenir le parc de Séroule appartenait au baron de Goër de Herve. Ce bâtiment fut ensuite vendu à C. Simonis qui, en 1826, le restaura et le modernisa. 
En 1837, Monsieur Hanlet, propriétaire et Bourgmestre de Heusy vendit tous les terrains avoisinants de ce qui allait devenir le quartier des Boulevards.
C'est en 1875 que ce qui subsistait du domaine de Séroule fut vendu aux Sœurs Ursulines. 
Aujourd'hui, tout le domaine est devenu propriété de la Région wallonne.

## La faune
On y rencontre de nombreuses espèces animales. Début novembre 2011, une biche y a été photographiée.

## Travaux et aménagements
Au mois de mai 2010, les derniers travaux de nettoyage ont eu lieu. 
Ces travaux, orchestrés par la Région wallonne entrent dans le cadre des travaux décennaux des 3 plans d’eau du parc et constituent en l’enlèvement des débris végétaux tels que troncs, branches et feuilles ainsi que les déchets (pneus, ferrailles, plastiques, etc.) gisant dans les étangs depuis 1996 (date de la dernière intervention du même type).
Les principaux objectifs de ces travaux visent à
- Diminuer la couche de vase qui à certains endroits atteint la moitié de la profondeur des plans d’eau afin d’améliorer la qualité de l’eau. En l’absence d’intervention, les étangs iraient vers une eutrophisation (enrichissement naturel d’une eau en matières nutritives qui perturbe l’équilibre biologique des eaux par la diminution d’oxygène dissous) conduisant à l’étouffement.
- Améliorer la qualité biologique et l’intérêt des plans d’eau pour la faune et la flore sauvages.

Actuellement, la qualité biologique n’est pas satisfaisante (flore et faune aquatique appauvrie, faible taux d’oxygène, ombrage excessif, milieu trop riche en matière organique, etc.).
- Restaurer les caractéristiques paysagères du lieu par le rétablissement de la surface originelle des plans d’eau et la restauration de la petite île de l’étang principal[2].